# Donacoscaptes lignella
Donacoscaptes lignella là một loài bướm đêm trong họ Crambidae.